# Raïsa Schoon
Raïsa Schoon (Gonrichem, 3 de outubro de 2001) é uma jogadora de vôlei de praia neerlandesa.

## Carreira
Ela é filha da ex-jogadora de voleibol de praia, Debora Schoon-Kadijk.Em 2017 formou dupla com Emi van Driel e sagram-se vice-campeãs no Campeonato Europeu Sub-18 em Cazãe com esta também disputou a edição do Campeonato Mundial Sub-19 sediado em Nanquim obtendo a medalha de pratae terminaram na nona posição nos Jogos Olímpicos de Verão da Juventude em 2018 realizados em Buenos Aires.Na edição do Campeonato Mundial Sub-21 de 2019 sediado em Udon Thani terminaram na trigésima sétima posição.
Em 2018 atuou com Wies Bekhuis no Campeonato Europeu Sub-18 em Brno terminando na nona posição e no ano de 2019 conquistou com Emi van Driel o vice-campeonato europeu na categoria Sub-20 sediado em Göteborg.No Circuito Mundial de 2019 conquistaram os títulos dos torneios uma estrela de Göteborg e de Alba Adriatica, além das terceiras posições nos torneios uma estrela de Budapeste e Knokke-Heist.
Em 2021 qualificou-se ao lado de Katja Stam para a edição dos Jogos Olímpicos de Verão de 2020 em Tóquio.

## Títulos e resultados
- Torneio 1* de Alba Adriatica do Circuito Mundial de Vôlei de Praia:2019
- Torneio 1* de Göteborg do Circuito Mundial de Vôlei de Praia:2019
- Torneio 1* de Knokke-Heist do Circuito Mundial de Vôlei de Praia:2019
- Torneio 1* de Budapeste do Circuito Mundial de Vôlei de Praia:2019